# Lecidella laureri
Lecidella laureri är en lavart som först beskrevs av Hepp, och fick sitt nu gällande namn av Gustav Wilhelm Körber. Lecidella laureri ingår i släktet Lecidella, och familjen Lecanoraceae. Arten är reproducerande i Sverige.